# Karabin L1A1
L1A1 – brytyjski karabin samopowtarzalny, wersja karabinu FN FAL.

## Historia

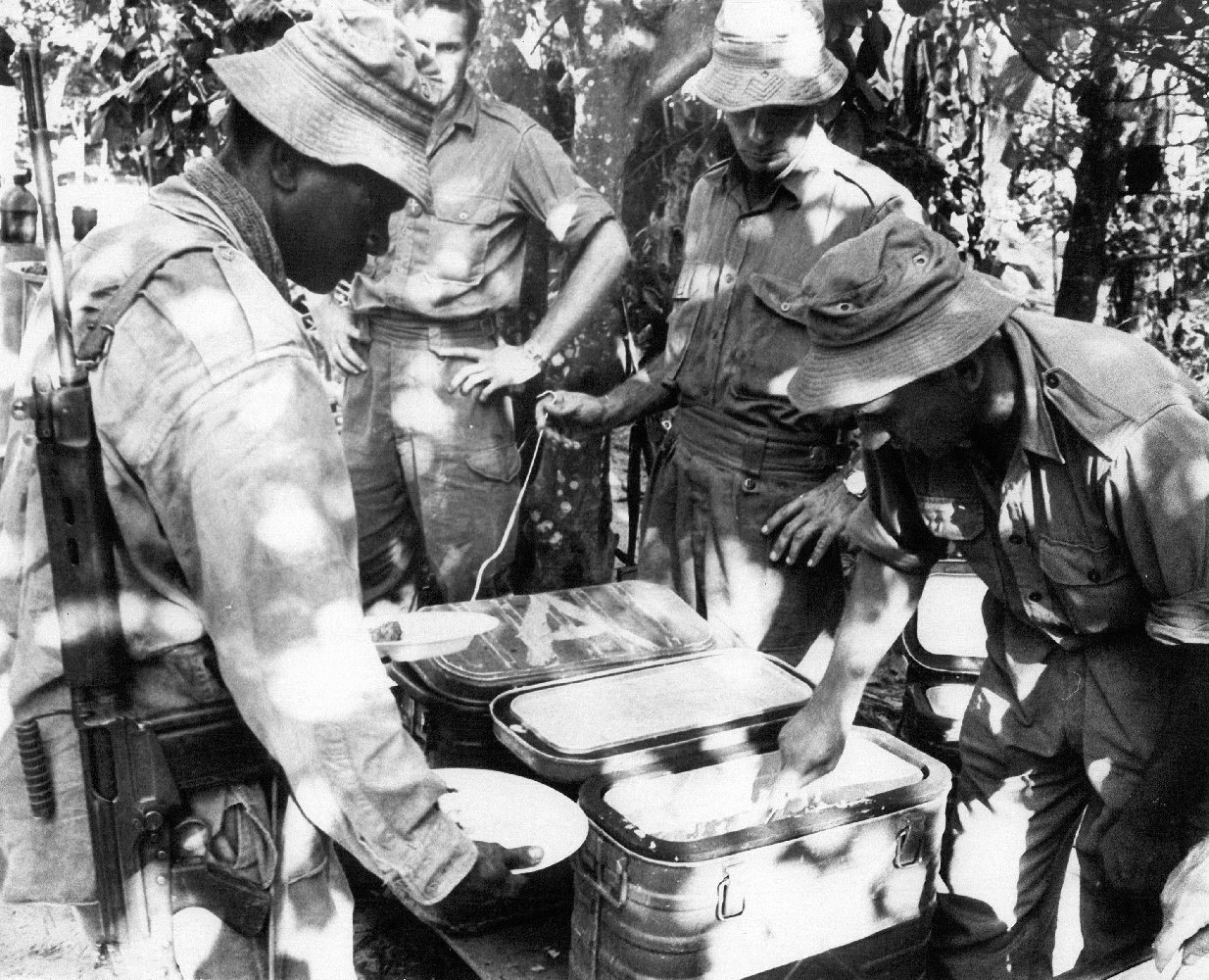
Australijski żołnierz uzbrojony w karabin L1A1 podczas wojny wietnamskiej

W 1951 roku armia brytyjska przyjęła do uzbrojenia karabin szturmowy EM-2 jako Rifle, Automatic, No. 9 Mk 1. Jednak pomimo przyjęcia karabinu do uzbrojenia, nie rozpoczęto jego produkcji. Przyczyną były prace nad standaryzacją broni w ramach NATO. Pamiętając o problemach, jakie stwarzało używanie różnych naboi przez aliantów w czasie drugiej wojny światowej, postanowiono przyjąć do uzbrojenia wszystkich państw paktu jeden nabój karabinowy, a Amerykanie proponowali także standaryzację karabinu. W efekcie podjęto decyzję o nieprzyjmowaniu do uzbrojenia nowych wzorów broni do momentu wybrania standardowej amunicji.
Europejscy członkowie paktu byli zwolennikami przyjęcia naboi .280 Mk1Z, Amerykanie uważali, że lepszy będzie nabój karabinowy o większej mocy. Ostatecznie w 1953 roku USA wymusiło przyjęcie do uzbrojenia amerykańskiej amunicji T65E3 standaryzowanej jako 7,62 × 51 mm NATO.
Nowa natowska amunicja okazała się zbyt silna, by można było do niej łatwo przeprojektować karabin EM-2. Dlatego program tego karabinu zamknięto, a do uzbrojenia przyjęto w karabin L1A1 (licencyjny FN FAL w wersji 50-00). W odróżnieniu od oryginalnego FALa, L1A1 był bronią samopowtarzalną, pozbawioną możliwości strzelania seriami. Zmodyfikowano także kolbę (jej długość można było regulować stosując stopki o różnej grubości).
Od 1985 roku L1A1 był zastępowany karabinem szturmowym L85.
Poza Wielką Brytanią L1A1 był wytwarzany w Australii i Kanadzie. Jako broń przepisowa znajdował się na uzbrojeniu armii Wielkiej Brytanii, Australii, Kanady i Nowej Zelandii. W mniejszej liczbie był używana przez armie: Barbadosu, Gambii, Gujany, Malezji, Omanu i Singapuru.

## Opis
L1A1 był bronią samopowtarzalną. Automatyka broni działała na zasadzie odprowadzania gazów prochowych, tłok gazowy o krótkim skoku, zamek ryglowany przez przekoszenie. Broń strzelała z zamka zamkniętego. Mechanizm spustowy z możliwością strzelania ogniem pojedynczym. Dźwignia bezpiecznika po lewej stronie broni nad chwytem pistoletowym. Zasilanie z pudełkowych magazynków o pojemności 20 naboi. Przyrządy celownicze składają się z muszki i celownika przeziernikowego.